# Alejandro Carrillo Marcor
Alejandro Carrillo Marcor (* 15. März 1908 in Hermosillo, Sonora; † 8. April 1998) war ein mexikanischer Botschafter.

## Leben
Von 1931 bis 1934 studierte Alejandro Carrillo Marcor Rechtswissenschaft an der Universidad Nacional Autónoma de México (UNAM) und war anschließend Rechtsanwalt.  Auch in seinem weiteren Leben übernahm er Funktionen in der UNAM. Er gründete die Preparatia Gabino Barreda und war mit Vicente Lombardo Toledano, einem der Gründer der Confederación de Trabajadores de México (CTM), befreundet. Von 1975 bis 1979 war er Senator und Gouverneur von Sonora.

## Veröffentlichungen
- Apuntes y testimonios, El Nacional, 432 S., 1989

| Vorgänger               | Amt                                                                  | Nachfolger                           |
| ----------------------- | -------------------------------------------------------------------- | ------------------------------------ |
| —                       | mexikanischer Botschafter in Kairo 12. April 1960 bis 1. Mai 1962    | Jorge Castañeda y Álvarez de la Rosa |
| —                       | mexikanischer Botschafter in Riad 12. April 1960 bis 20. August 1962 | Jorge Castañeda y Álvarez de la Rosa |
| Carlos Armando Biebrich | Gouverneur von Sonora 1975 bis 1979                                  | Samuel Ocaña García                  |